# Męcka Wola
Męcka Wola [pronunciación en polaco: /ˈmɛnt͡ska ˈvɔla/] es un pueblo en el distrito administrativo de Gmina Sieradz, dentro de Distrito de Sieradz, Voivodato de Łódź, en Polonia central. Se encuentra aproximadamente 5 kilómetros al este de Sieradz y 49 kilómetros al sudoeste de la capital regional Łódź.